# Dolichoderus mariae
Dolichoderus mariae é uma espécie de formiga do gênero Dolichoderus.